# 15622 Вестрич
15622 Вестрич (15622 Westrich) — астероїд головного поясу, відкритий 27 квітня 2000 року.
Тіссеранів параметр щодо Юпітера — 3,618.